# Нефрусобек
Нефрусобек Nefrusobek/Nofrusobek, Собекнефер/Собекнефру или Себекнефрура Касебекра (Sobekkare Sobekneferu) e древноегипетска царица почти четири години от 1810/1793 до 1806/1789 пр.н.е. към края на 12-а династия (Средно царство) на Египет.
Дъщеря е на Аменемхет III. Според Манетон тя става царица след смъртта на своя брат Аменемхет IV поради липса на мъжки наследник. С нейната смърт завършва 12-ата династия. Следващият фараон е Угаф от 13-а династия.
Тя е една от малкото жени фараони на Древен Египет (друга такава е царица Нитокрис от шестата династия) и служи за пример на Хатшепсут и Таусерт.